# Charade (filme)
Charade é um filme de animação em curta-metragem canadense de 1984 dirigido e escrito por John Minnis. Venceu o Oscar de melhor curta-metragem de animação na edição de 1985.

## Elenco
- John Minnis - Beatrice